# Condado de Haskell (Texas)
O condado de Haskell é um dos 254 condados do estado norte-americano do Texas. A sede de condado é Haskell, que é também a sua maior cidade.
O condado tem uma área de 2 358 km² (dos quais 19 km² estão cobertos por água), uma população de 6093 habitantes, e uma densidade populacional de 3 hab/km² (segundo o censo nacional de 2000).
O condado foi fundado em 1858.